# Tiratoio dell'Aquila
Il Tiratoio dell'Aquila era un antico edificio dell'Arte della Lana a Firenze, situato tra le attuali via del Castellaccio e via dei Servi. In disuso, fu distrutto nel 1510 circa e al suo posto sorse una schiera di abitazioni.

## Storia e descrizione
La lavorazione del panni di lana, un tempo una delle più redditizie di Firenze, necessitava, tra i vari passaggi lavorativi, di una stesura al fresco in terrazze coperte e aerate, dove essi, opportunamente stesi e "tirati", asciugassero dopo le operazioni di coloritura e lavaggio. Per tali operazioni l'Arte della lana possedeva alcune grandi strutture apposite denominate appunto "tiratoi". A Firenze se ne sono contati cinque principali: quello delle Grazie, al cui posto oggi sorge la Camera di Commercio, quello della Pergola, quello degli Angeli in via Alfani, e quello dell'Uccello in piazza di Cestello, che fu sostituito poi con l'unico edificio ancora esistente, il tiratoio di San Frediano in piazza del Tiratoio.
Quello dell'Aquila era uno minore, che doveva il suo nome allo stemma con un'aquila. Fondato da Noferi di Palla Strozzi. fu da questo lasciato nel 1417 alle Arti della Lana e dei Mercatanti, quindi abbattuto nel 1510 circa per la lottizzazione dell'area. A partire dal 1521 vari di questi nuovi edifici vennero ceduti a privati.